# Synagoge (Wałcz)
Koordinaten: 53° 16′ 24,6″ N, 16° 28′ 14,9″ O

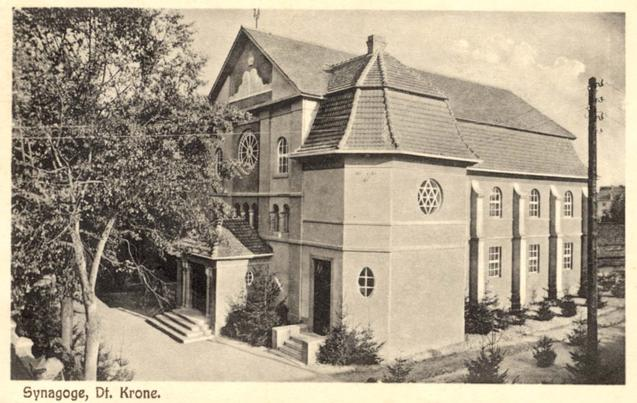
Synagoge in Wałcz (um 1925)

Die Synagoge in Wałcz (deutsch Deutsch Krone), der Kreisstadt des Powiat Wałecki in der polnischen Woiwodschaft Westpommern, wurde 1921/22 errichtet. Die Synagoge wurde während der Novemberpogrome 1938 niedergebrannt.